# Elisabeth Koch (Politikerin)
Elisabeth Koch (* 25. September 1962 in Garmisch-Partenkirchen als Elisabeth Rieß) ist eine deutsche Kommunalpolitikerin (CSU). Seit 1. Mai 2020 ist sie 1. Bürgermeisterin des Markts Garmisch-Partenkirchen.

## Leben

### Ausbildung
Koch machte von 1979 bis 1981 eine Ausbildung zur Beamtin im mittleren nichttechnischen Verwaltungsdienst beim Markt Garmisch-Partenkirchen und holte danach das Abitur nach. Von 1984 bis 1990 studierte sie Rechtswissenschaften an der Ludwig-Maximilians-Universität München und schloss 1990 mit dem 1. juristischen Staatsexamen ab. Von 1990 bis 1993 absolvierte sie das Rechtsreferendariat u. a. am Rechtsamt des Bayerischen Landtags. Nach dem 2. juristischen Staatsexamen 1993 erhielt sie die Zulassung zur Rechtsanwaltskammer München.
Nach einer Familienpause ab 1993 nahm Koch ihre berufliche Tätigkeit wieder auf: im Jahr 2000 gründete sie die Rechtsanwaltskanzlei Koch die 2012 in die Rechtsanwaltskanzlei Koch & Langhorst überging.

### Politische Tätigkeit
Schon in der Jugendzeit wurde sie Mitglied in der Jungen Union. Seit 2008 ist Elisabeth Koch für die CSU Mitglied des Marktgemeinderates Garmisch-Partenkirchen und war Vorsitzende der CSU-Gemeinderatsfraktion. Seit 2012 ist sie Mitglied des Kreistags Garmisch-Partenkirchen.

### Bürgermeisterin
Bei den Kommunalwahlen in Bayern 2020 kandidierte sie für das Bürgermeisteramt der Marktgemeinde Garmisch-Partenkirchen und gewann am 29. März 2020 die Stichwahl gegen ihre Vorgängerin Sigrid Meierhofer (SPD). Koch trat das Amt am 1. Mai 2020 an. Sie wird das Amt voraussichtlich bis 2026 innehaben.
Beim G7-Gipfel auf Schloss Elmau 2022 fuhr Koch morgendlich ins Camp der G7-Gegner, um die Stimmung im Blick zu behalten, für Sonnenschutz und Wasser zu sorgen und etwaigen Gewaltausbrüchen vorzubeugen.
2024 reichte Koch mit Unterstützung des Marktgemeinderates eine Klageschrift beim Bayerischen Verwaltungsgericht München, wonach im Landkreis Garmisch-Partenkirchen Flüchtlinge ungerecht verteilt würden und die Marktgemeinde selbst Landratsamt Garmisch-Partenkirchen zu viele Flüchtlinge zugewiesen bekomme, was die Gemeinde überfordere und dem kommunalen Selbstverwaltungsrecht zuwider laufe.
Ende November 2024 beschlossen Koch und eine Mehrheit im Gemeinderat, die Grundsteuer für bebaute und unbebaute Grundstücke zu erhöhen, damit die Marktgemeinde bei gestiegenen Preisen ihrem Pflichtprogramm an Instandhaltungsmaßnahmen gerecht werden kann.

### Weitere Mitgliedschaften
Koch nimmt im Rahmen ihrer politischen Arbeit folgende Aktivitäten und Mitgliedschaften wahr:
- Ältestenrat des Marktes Garmisch-Partenkirchen
- Finanzausschuss des Marktes Garmisch-Partenkirchen
- Aufsichtsrat der Bayerischen Zugspitzbahn AG
- Verwaltungsrat des Kommunalunternehmens Gemeindewerke Garmisch-Partenkirchen
- Aufsichtsrat der GaPa Tourismus GmbH
- Aufsichtsrat der Longleif GaPa gGmbH
- Aufsichtsrat der TWF Technische Werke Farchant GmbH
- Klinikumausschuss des Kreistags Garmisch-Partenkirchen
- Aufsichtsrat des Klinikums Garmisch-Partenkirchen